# Skaj is the limit
Skaj is the limit was van 2018 tot begin 2020 een radioprogramma op NPO 3FM van BNNVARA. Het programma werd op vrijdagavond tussen tien uur en middernacht uitgezonden en de presentatie was in handen van Kaj van der Ree. 

## Geschiedenis
De eerste uitzending was op 19 oktober 2018. Van der Ree werd vaak bijgestaan door Ruud Smulders, die als sidekick werkzaam was en af en toe een column gaf. Het radioprogramma ging eerder door het leven onder de naam Kaj dat op 18 november 2016 voor de eerste keer op de radio te horen was. Toen werd het programma echter eerder op de avond uitgezonden, van 19:00 tot 22:00, en ook op zondag van 02:00 tot 04:00.
Op 18 januari 2020 maakte BNNVARA bekend dat het radioprogramma stopt vanwege beschuldigingen jegens Kaj van der Ree van seksueel wangedrag. De laatste uitzending vond plaats op 10 januari 2020.
21 Jaar TROS Pop · 3FM BPM: MinistryOfBeats · 3FM Weekend Request · 3voor12Radio · AdreneLine · Altijd de eerste · ...And all that jazz · Andres · Angelique · Angeliques Afternoon · Annemieke Hier · Annemieke Plays · Anoûl · Arbeidsvitaminen · De Avondspits · De avonturen van Mark · Barend · Barend & Benner · Barend en Wijnand · De Bende van Van der Lende · De Boem Boem Disco Show · The Breakfast Club · Claudia d'r op · Club Carter · Curry en Van Inkel · De Dansbar · Dansen met Delsing · Dit is Domien · Domien, Jouw Ochtendshow · ... & dit is Claudia · Ekstra Weekend · Eva · Eva en Giel · Evers staat op · Frank & Eva: Welkom bij de club! · Franks feestje · GIEL · Harm dB · Hein · Herman · Het Betere Werk · Hier! · Jamie · Jan-Paul · Jasper · Joost · Jorien · Kaat tot Laat · Kevin · Lang leve het weekend! · LEX · Lieke · Markplaats · Mark + Rámon · Mega Top 30 · Michiel · Obi · De ochtenddienst · Olivier · De Orde van de Nacht · Parels van de nacht · Partij voor de Vrijdag · (P)laatwerk · RabRadio · Radio op 'n broodje · Rob · Rob & Wijnand en de Ochtendshow · Sanderdome · Sanders Vriendenteam · Saskia en Olivier · Slapen is voor Losers! · Slapen kan altijd nog · De Steen en Been Show · Studio Saskia · Superrradio · Tannaz · Thijs · Timur op 3FM · Vera on Track · Vier Sas! · Vrij · Weekend Wijnand · Wijnand · @Work · Xnoizz